# Neuenheerse
Neuenheerse ist ein Dorf mit etwa 1545 Einwohnern (Stand 31. Dezember 2020) und gehört seit 1975 als Stadtteil zu Bad Driburg im Kreis Höxter, Nordrhein-Westfalen.

## Geografie
Der Ort befindet sich am Osthang des Eggegebirges im Naturpark Teutoburger Wald / Eggegebirge in Ostwestfalen-Lippe.
Mitten im Ort bei der Stiftskirche entspringt die Nethe und am östlichen Ortsrand beim Antoniusklus die Öse. Um das Dorf gruppieren sich der Klusenberg, der Kössenberg, der Bollberg, der Weinberg, der Netheberg und der Steinberg.
Nachbarorte sind Altenheerse, Driburg, Dringenberg, Herbram, Herbram-Wald, Kühlsen, Schwaney und Willebadessen.
Neuenheerse ist in das topografisch etwas höher gelegene Oberdorf im Westen und das tiefer gelegene Unterdorf östlich der Kirche geteilt.

## Geschichte
Erstmals urkundlich erwähnt wurde Neuenheerse 1341 als Nygenherse. Das zu Willebadessen gehörende Nachbardorf Altenheerse wurde als Altinherise bereits 1066 urkundlich erwähnt.
Zu unterscheiden ist die Geschichte des Damenstifts Heerse von der Geschichte des Wigbolds Neuenheerse.
Neuenheerse gehörte während des Mittelalters zum Rentamt Dringenberg im Hochstift Paderborn. 1802/03 wurde das Hochstift vom Königreich Preußen besetzt. In napoleonischer Zeit war Neuenheerse Teil des Königreiches Westphalen und gehörte zum Kanton Dringenberg, der neben Dringenberg die Dörfer Schwaney, Altenheerse, Neuenheerse, Kühlsen und Willebadessen umfasste. Mit der Gründung des Kreises Warburg 1816 wurde Neuenheerse Teil des Amtes Dringenberg, welches 1856 mit dem Amt Gehrden zum Amt Dringenberg-Gehrden vereinigt wurde. Mit der Auflösung des Kreises Warburg und des Amtes Dringenberg-Gehrden am 1. Januar 1975 durch das Sauerland/Paderborn-Gesetz wurde Neuenheerse in die Stadt Bad Driburg eingegliedert.

### Das adlige Damenstift

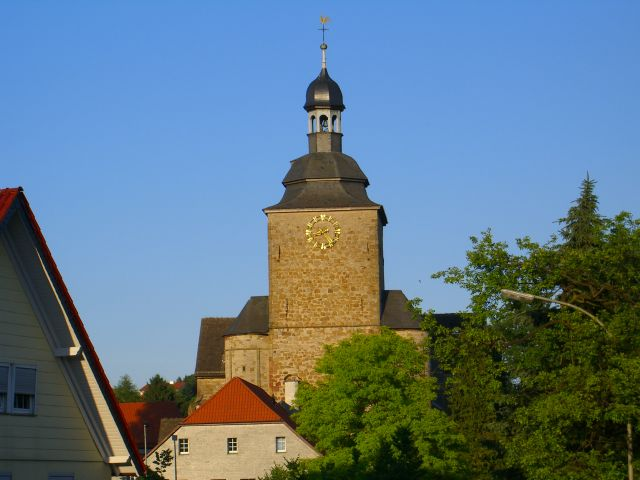
Turm der Stiftskirche in Neuenheerse

Im Jahr 868 wurden große Ländereien in der Warburger Börde (in den Orten Osdagighusen, Lutzilandreni, Bocchem, Heringi) aus dem Privatbesitz der hochadligen Sächsin Walburg mit Territorien getauscht, die zum Dorf Heresi gehörten und aus dem Besitz des Domkapitels von Paderborn stammten. Dieser Tausch wurde vom Wormser Konzil 868 gebilligt, da Walburg (ca. 825–895), die Schwester des Luithard, des dritten Bischofs (862–887) von Paderborn, der auch 10 Höfe bei Brakel (Hainhausen) stiftete sowie die Zehnten der Dörfer Heresi, Smachtum, Nordgardinum und Suitgardinum, im Quellbezirk der Nethe (wohl eine heilige Stätte der heidnischen Sachsen) im heutigen Neuenheerse ein Laien-Stift gründen wollte, um mit anderen adligen Fräulein „sich dem Gottesdienst zu weihen“, wie es die in genauer Abschrift erhaltene Wormser Urkunde von 868 als Motivation angibt. Zugleich aber war das Stift durch Umwandlung des heidnischen Quellheiligtums in eine christliche Kirche ein Stützpunkt der Sachsen-Missionierung und sorgte von Anfang an und im Lauf der Jahre zunehmend mit vielen gestifteten Jahresgedächtnissen für das Seelenheil der Verstorbenen.
Das Stift wurde unter dem Namen Herisia bzw. Heerse bekannt. Stiftsdamen waren adliger Herkunft. Ihre Arbeit war das Gebet, ähnlich wie bei Orden, doch blieb das Stift Heerse stets weltlich und nannte sich freiweltlich, da es nicht dem Bischof zu eigen war, der als Landesherr bisweilen gewaltsam, doch selbst mehrmals vor Gericht vergeblich seine Hoheit über das Stift beanspruchte. Geistliche Benefiziaten und zwei Pastoren wurden allein von der Äbtissin ordiniert, sie waren mit der Liturgie der Kirche und der verschiedenen Altäre und Kapellen, zudem mit Verwaltungsaufgaben betraut.
Die älteste Kirche entstand um 880 und wurde zuerst der heiligen Maria geweiht. Die Kirche enthält noch heute viele Reliquien, unter denen die Gebeine der heiligen Saturnina, im Jahr 887 übertragen von Sains-lès-Marquion, die auch Stiftspatronin wurde, die wichtigsten sind. Der heutige Kirchenbau stammt aus dem frühen 12. Jahrhundert, als Säulenbasilika ist er eine Besonderheit. Das Mittelschiff jedoch und das südliche Schiff wurden in gotischer Zeit zu einer Hallenkirche erhöht, statt Säulen tragen seit damals achteckige Pfeiler das Gewölbe.
Das Stift wurde bei der Säkularisation 1803 vom damaligen Preußenkönig Friedrich Wilhelm III. aufgehoben und sogleich neu gegründet als „Versorgungsanstalt“ verarmter adliger Damen aller Konfessionen, aber der König von Westphalen (1807–1813), Jérôme Bonaparte, enteignete 1810 auch diese Neugründung zur Sanierung seiner maroden Finanzen mit allen anderen Klöstern. Die meisten Personen des Stifts verließen Neuenheerse.
Die Stiftskirche wurde Gemeindekirche; dem Staat obliegt der Unterhalt, da er der Besitzer und Nutznießer der riesigen Ländereien, vor allem der Wälder des Stifts geworden ist.
Das bedeutende Werk des Neuenheerser Pfarrers und Dechanten Anton Gemmeke ist die „Geschichte des adeligen Damenstifts zu Neuenheerse“.

## Religion
Die meisten Einwohner von Neuenheerse sind katholisch, die ehemalige Stiftskirche und heutige Pfarrkirche gehört zur Pfarrei St. Saturnina im Pastoralverbund Bad Driburg des Erzbistums Paderborn. Die nicht so zahlreichen evangelischen Christen haben eine eigene Kirche für ihren Gottesdienst.
Die Kalandsbruderschaft Neuenheerse ist die einzige noch bestehende Gemeinschaft dieser Art im ostwestfälischen Raum.

## Kultur und Sehenswürdigkeiten

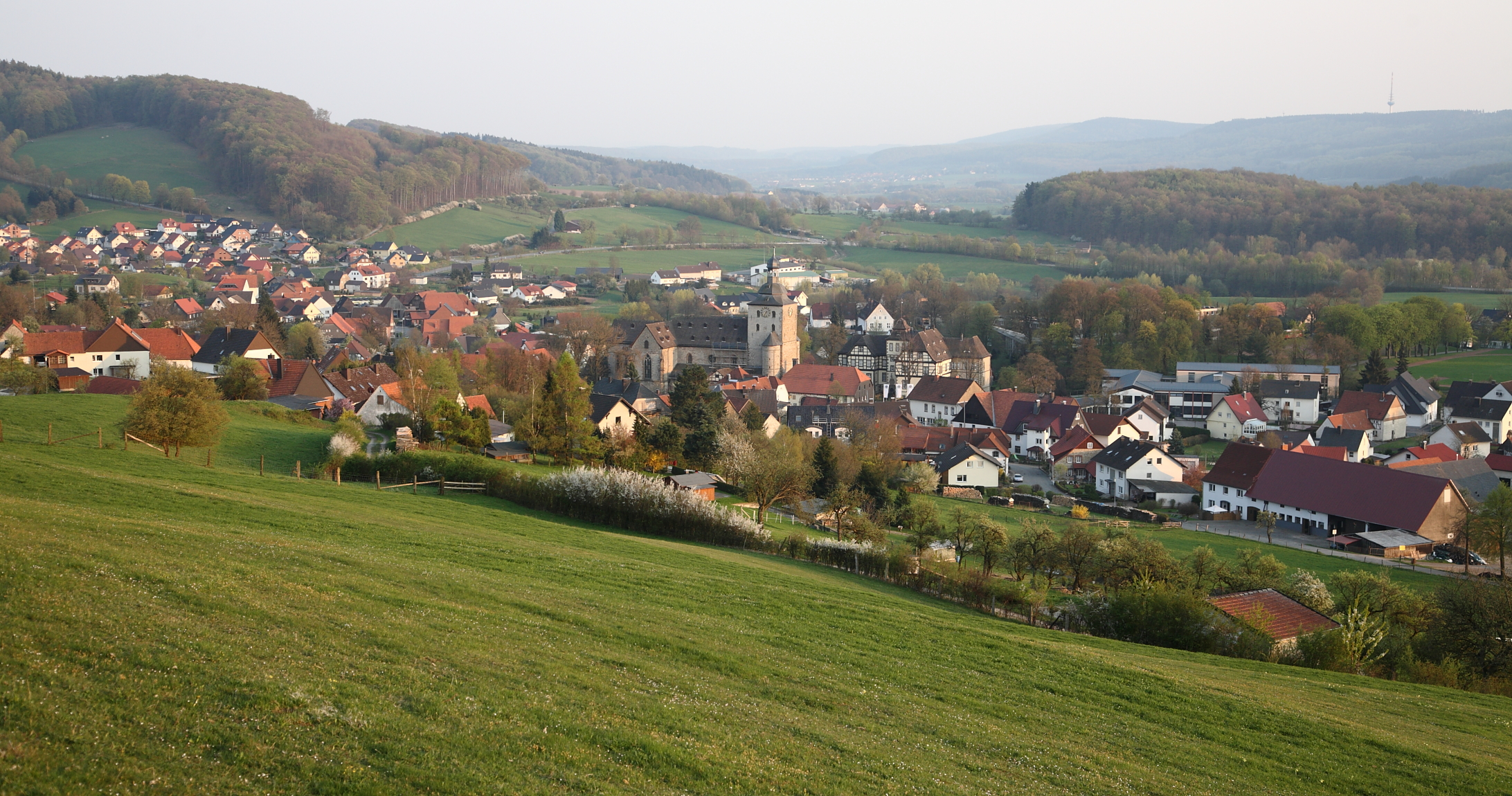
Neuenheerse vom Netheberg aus gesehen (in der Mitte die ehemalige Stiftskirche St. Saturnina und das Wasserschloss Heerse)

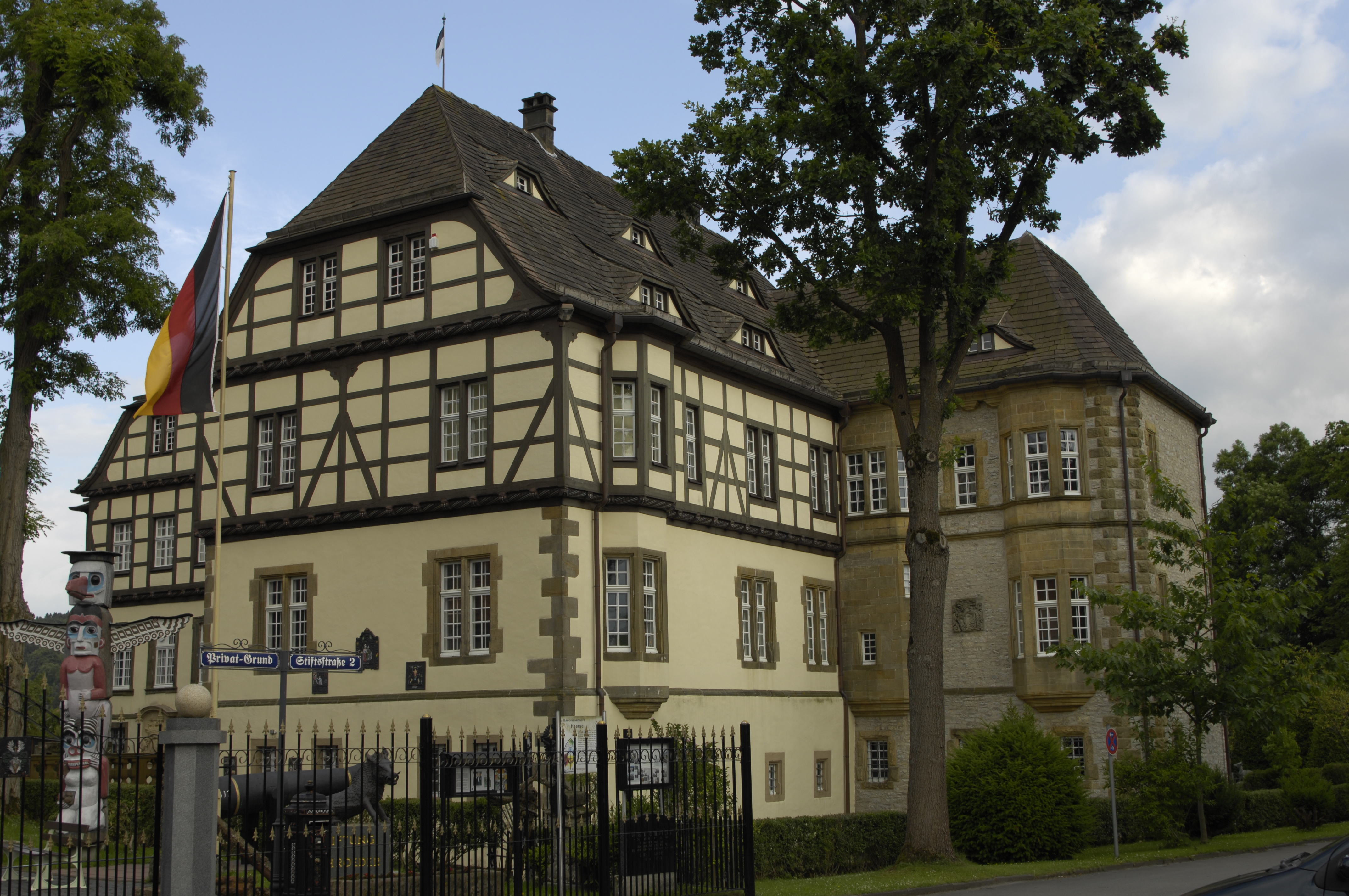
Wasserschloss Heerse

### Museen
Im Wasserschloss Heerse, der Abtei des ehemaligen kaiserlichen freiweltlichen hochadeligen Damenstift von Neuenheerse, befinden sich das Internationale Museum für Natur- und Völkerkunde und das Heimatmuseum, welches der Generalhonorarkonsul von Ghana, Manfred O. Schröder, mit einer Reihe eigener Jagdtrophäen eingerichtet hat.

### Bauwerke
- Wasserschloss Heerse

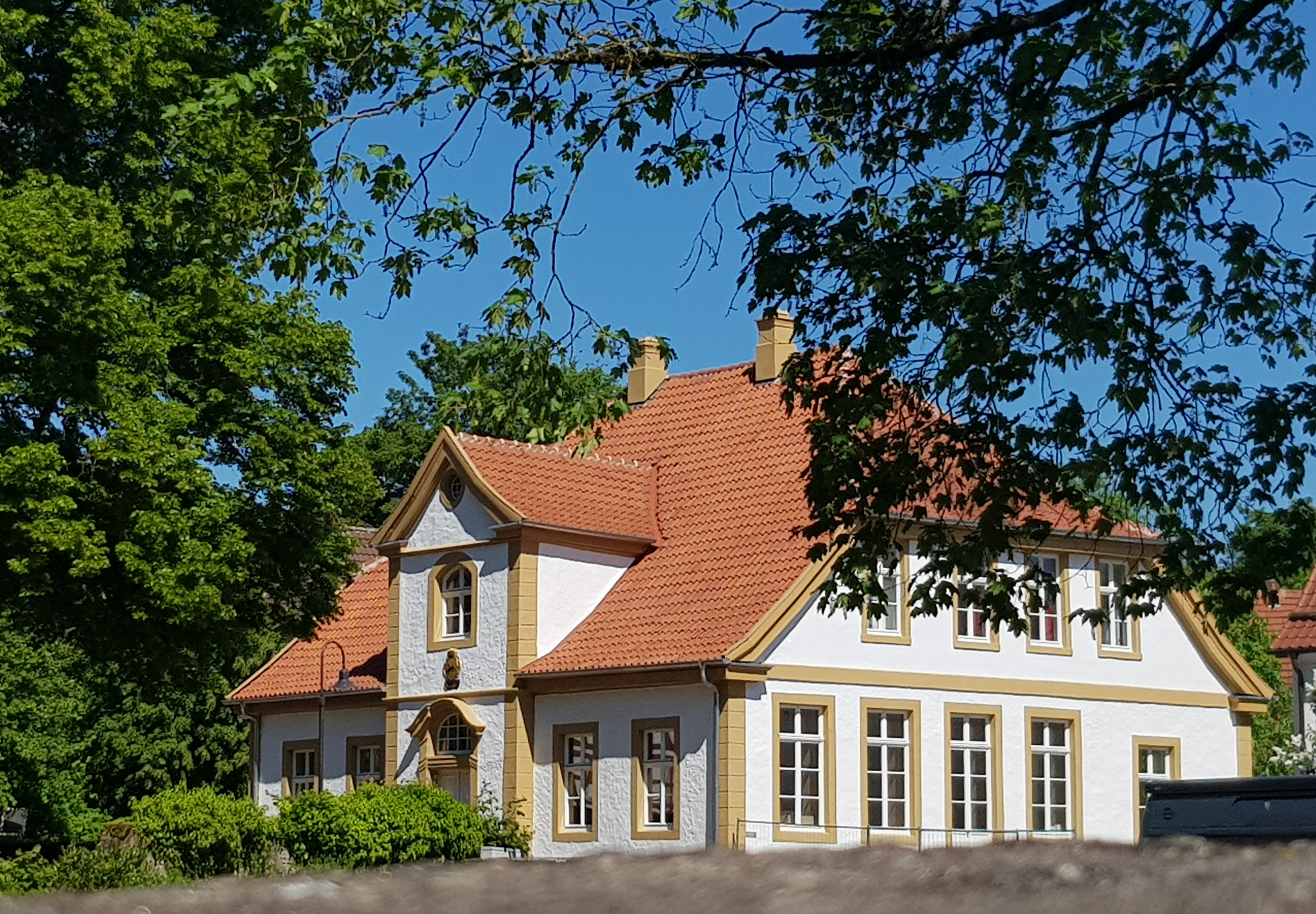
Asseburger Kurie

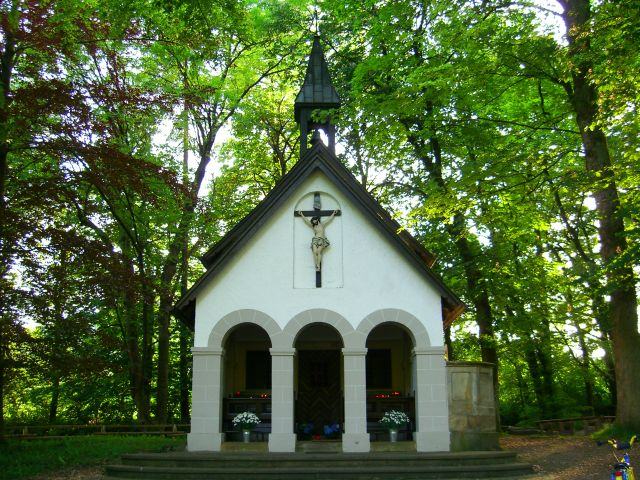
Antoniuskapelle bei Neuenheerse

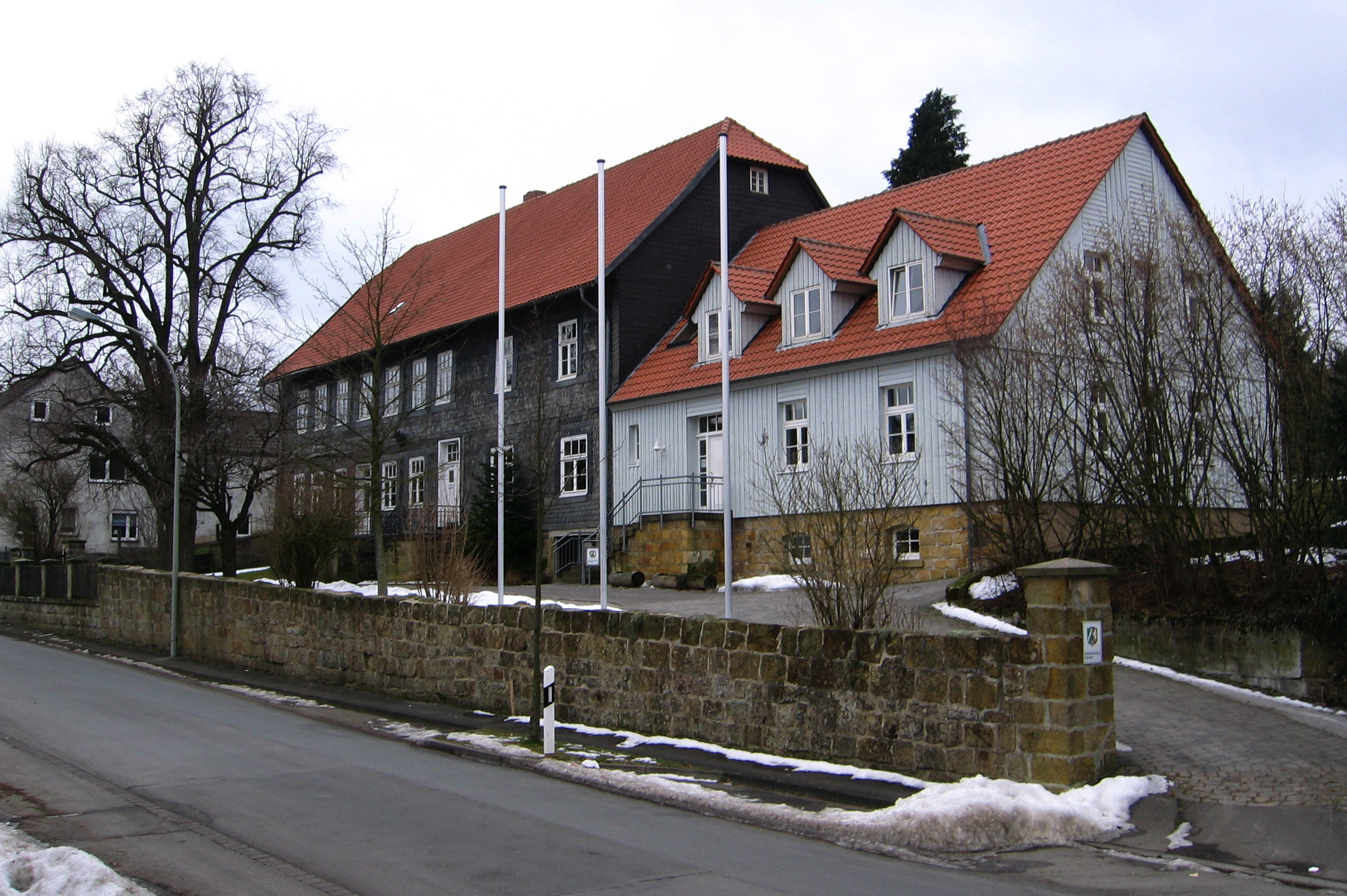
Forstamt Neuenheerse

- Kirche St. Saturnina („Eggedom“), erbaut 1100 bis 1130, wurde 1165 durch einen Brand nach einem Blitzeinschlag schwer beschädigt.
- Antoniuskapelle
- Asseburger Kurie ehemalige Familienpräbende der Freiherren von der Asseburg zu Hinnenburg.[5] Barockgebäude erbaut 1777. Im Jahr 1819 längerer Aufenthaltsort von Annette von Droste-Hülshoff. Die Dichterin berichtet in einer brieflichen Quelle über ihren Besuch in diesem Gebäude und ließ Inspirationen davon in Die Judenbuche einfließen.[6]
- Tütelsches Kreuz Grabkreuz auf dem Kapitelsfriedhof an der Ostseite der Kirche. Es ist der einzige Ort, der sich in der Novelle Die Judenbuche von Annette von Droste-Hülshoff eindeutig lokalisieren lässt.
- Zahlreiche Stiftshäuser
- „Alte Dechanei“ ehemaliger Sitz der Dechantin, heute Haus des Gastes und Büro des Verkehrsvereins Neuenheerse e. V.
- Forstamt Neuenheerse
- Nethehalle
- Eggestadion
- Freibad Neuenheerse
- Klostergarten St. Kaspar

### Sport
Neuenheerse bildet zusammen mit dem Nachbarort Herbram den Fußballverein FC Neuenheerse Herbram 2002.
Der Breitensport in Neuenheerse wird vom Mutterverein SV Neuenheerse e. V. angeboten.

### Regelmäßige Veranstaltungen
Mitte August jeden Jahres findet das Schützenfest der Schützenbruderschaft St. Fabian und Sebastian Neuenheerse statt.
Alle zwei Jahre (in den ungeraden Jahren) findet am Nethestausee das Fest „Stausee in Flammen“ statt. Es wird durch die Freiwillige Feuerwehr und die Jugendfeuerwehr Neuenheerse ausgerichtet.
Alle zwei Jahre (in den geraden Jahren) im September findet ein buntes Markttreiben rund um den Eggedom statt: der „Stiftsmarkt“, der Einblick in die Herstellung und Verarbeitung einheimischer Produkte gibt. Zusätzlich gibt es ein umfangreiches Rahmenprogramm mit Konzerten, Führungen und Lesungen. Veranstalter ist der Verein Stiftsmarkt Neuenheerse e. V.

### Bildung
- Katholische Grundschule Neuenheerse
- Gymnasium St. Kaspar Neuenheerse

### Natur
In Neuenheerse liegt der Nethestausee.

## Persönlichkeiten
- Walburga von Heerse, Gründerin und erste Äbtissin ihres freiweltlichen Damenstifts Heerse, dessen Stiftung von der Wormser Synode im Jahr 868 begrüßt wurde. Sie war die Schwester des 3. Paderborner Bischofs Luthard (862–887). Walburg lebte wahrscheinlich von 825 bis 895. Nur ihr Todestag ist überliefert, der 4. März. Ihr Grabgedicht ist in ihre steinerne Grabplatte gehauen, erhalten in der Lambertikapelle an der Stiftskirche zu Neuenheerse.

| Grabgedicht | Übersetzung |
| --- | --- |
| HIC VENERANDA IACET WALBURG QUAE MENTE VIRILI / STRUXIT HOC ET REXIT PRIMA MONASTERIUM / SUBIECTIS VITAE TRIBUENS EXEMPLA BEATAE / ECCLESIAE CUNCTAS AMPLIFICAVIT OPES / NUNC TE CHRISTE PIUM VIDEAT QUEM SEMPER AMAVIT / UT DEXTRIS ILLAM CONSOCIES OVIBUS. / IIII <quarto> NONAS MARTIAS OBIIT/ | Hier liegt die ehrwürdige Walburg, kraftvoll und klug hat sie dies Stift gegründet und als erste geleitet. Ihren Untergebenen erwies sie das Vorbild der Vita beata, ihrem Stift vermehrte sie alle Mittel. Christus, nun finde sie dich gnädig, den sie immer geliebt hat, so dass du sie den Schafen zur Rechten zugesellst. Sie starb am 4. März. |

## Verkehr
Der Bahnhof Neuenheerse lag an der Bahnstrecke Hamm–Warburg. Er ist seit 1966 stillgelegt. 2003 wurde die Bahntrasse im Bereich Neuenheerse zum Eggetunnel verschwenkt und anschließend die alte Trasse abgebaut. Die Bahnhöfe Willebadessen und Bad Driburg sind seitdem in jeweils etwa acht Kilometer Entfernung die nächstgelegenen Bahnanschlüsse.